# Bel Air (Maryland)
Bel Air – miasto w Stanach Zjednoczonych, w stanie Maryland, siedziba administracyjna hrabstwa Harford.